# Protocalliphora bicolor
Protocalliphora bicolor är en tvåvingeart som beskrevs av Sabrosky, Bennett och Whitworth 1989. Protocalliphora bicolor ingår i släktet Protocalliphora och familjen spyflugor.
Artens utbredningsområde är New Hampshire. Inga underarter finns listade i Catalogue of Life.